# جوناثان هاتش هابارد
جوناثان هاتش هابارد هو محامي وقاضي وسياسي أمريكي، ولد في 7 مايو 1768 في Tolland, Connecticut ‏ في الولايات المتحدة، وتوفي في 20 سبتمبر 1849 في وندسور في الولايات المتحدة. نشط حزبياً في الحزب الفيدرالي الأمريكي. وقد انتخب عضو مجلس النواب الأمريكي ‏.